# 台湾誌

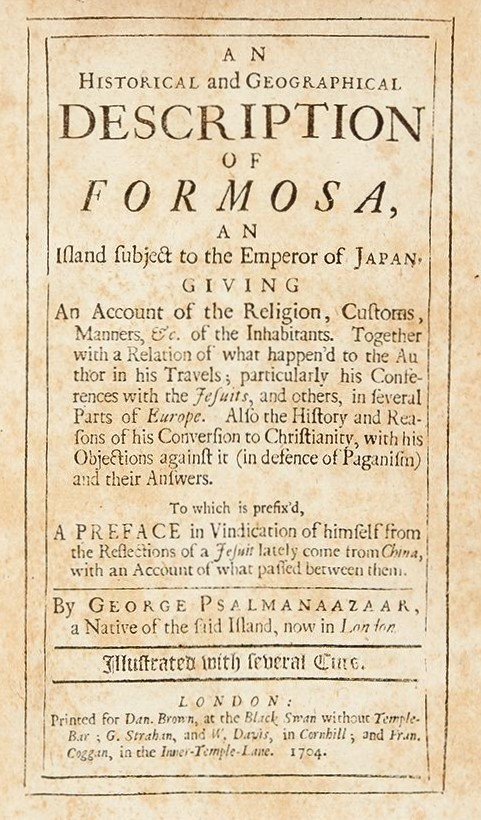
『台湾誌』の扉

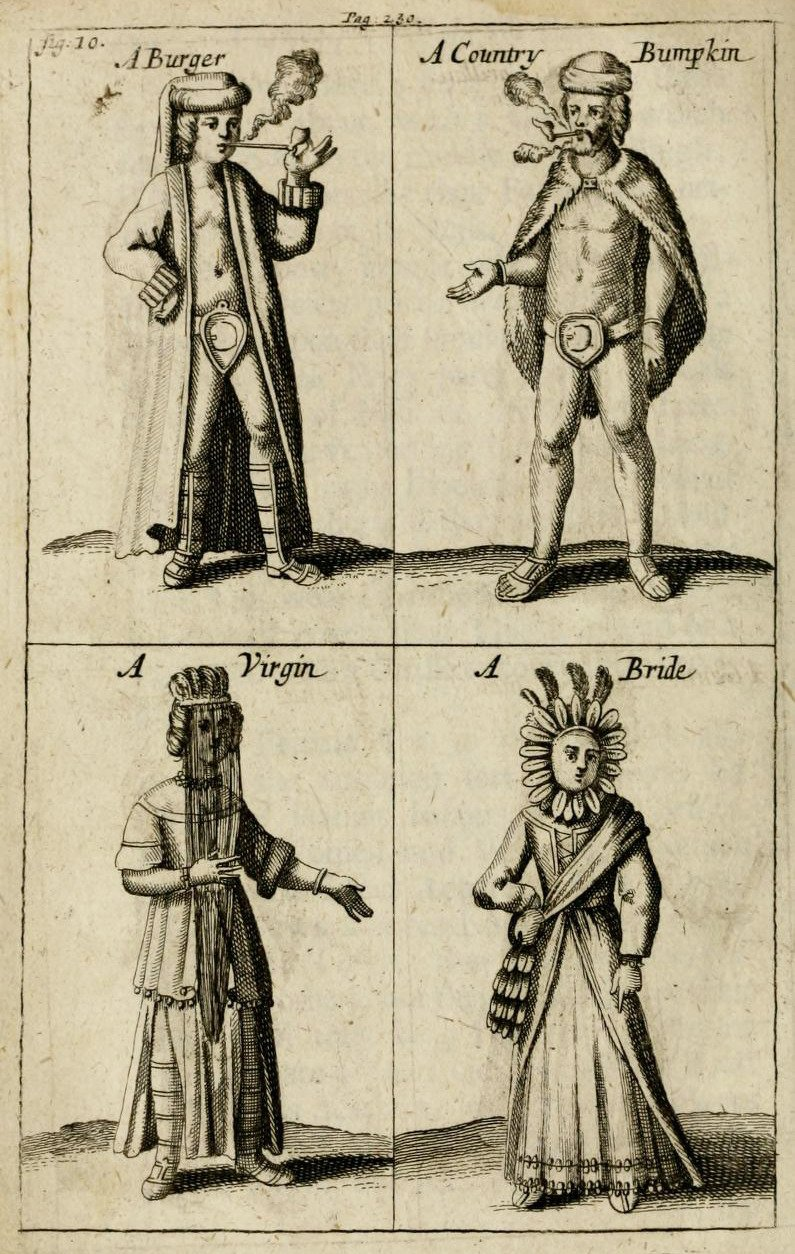
身分による装いの違いを示す挿絵。平民は前をはだけ、局部に皿状のものをつけているなどと捏造し、解説した。挿絵には礼拝堂や祭壇、悪魔の像、葬儀、貨幣なども。

『台湾誌』（たいわんし、英: Historical and Geographical Description of Formosa, an Island subject to the Emperor of Japan、『台湾（日本皇帝支配下の島）の歴史地理に関する記述』）とは、1704年、ロンドンにて出版された台湾についての偽書である。著者はジョルジュ・サルマナザール（George Psalmanazar、1679年 - 1763年）。台湾人を自称し、「台湾人の祖先は日本人である」「子供の心臓を神に捧げる習慣がある」など荒唐無稽な虚言や、台湾の歴史や文化、台湾語、台湾文字を捏造した。著者は欧州から出たことはなく、すべてがまったくの創作であったが、アジアの知識に乏しかった西洋社会に広く受け入れられ、18世紀初頭のヨーロッパの知識階級に台湾や日本に対する誤った印象を植え付けた。

## 内容

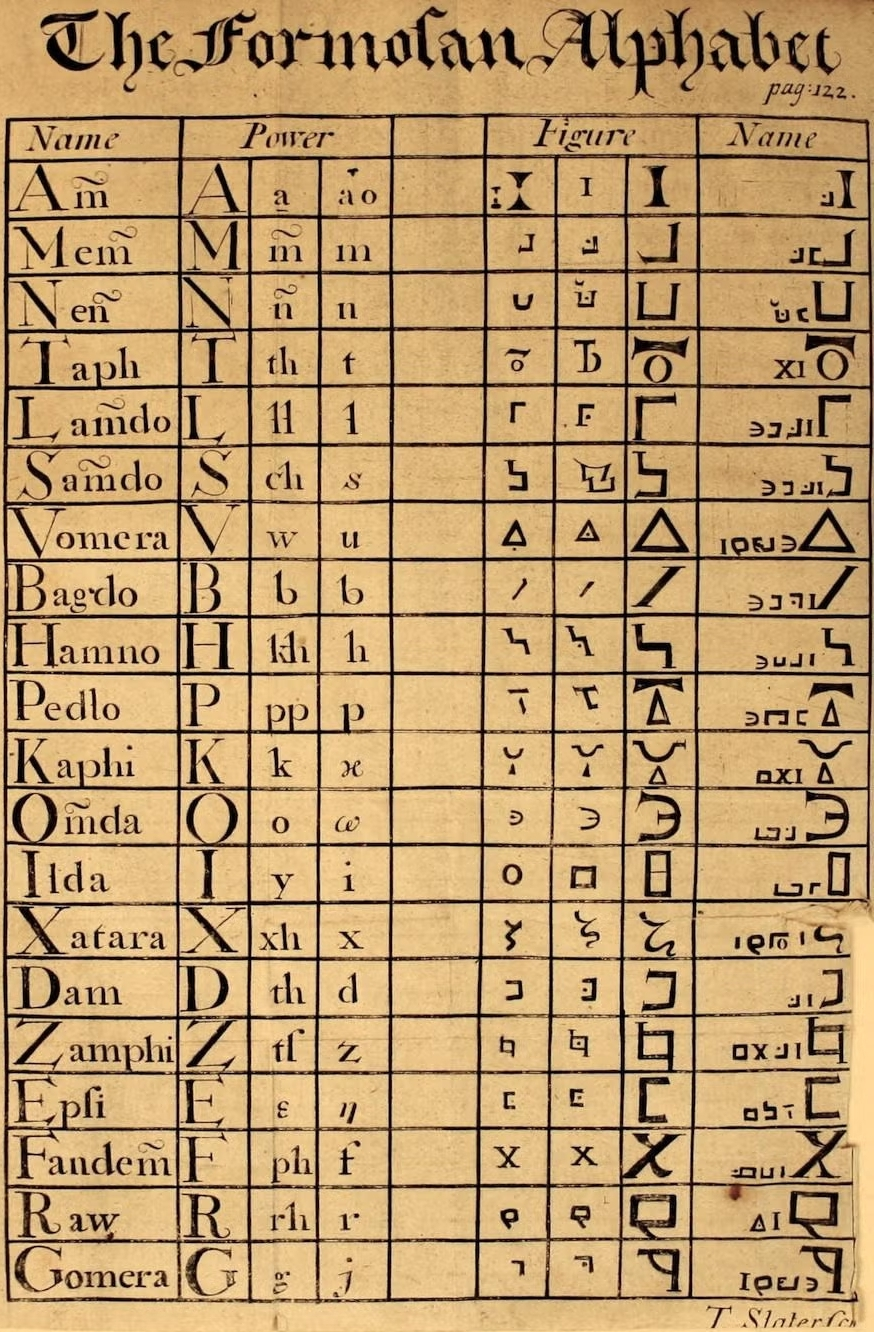
台湾文字の一覧（創作）

本書は典型的な「偽書」であるが、ヨーロッパの知識階層からの歓迎をうけ、広く読まれるに至った。台湾人の服装や食生活、儀式や風習、政治体系、生活様式など、さまざまな事例が具体的に詳述されているが、すべてサルマナザールによる創作である。例えば、台湾人は服装によって身分が判別されるとして、王族、総督、貴族、平民などさまざまな階級の服装が詳しく描写されている。王族や総督一族の衣装は宝石をちりばめているなどと、豪華さが強調されている。それに対し平民は、上着を一枚羽織るだけで陰部を金属製の皿で隠している、という描写をされている。また、台湾では年間に2万人もの少年の心臓を生贄に捧げるという記述もある。特徴的なのは、台湾人と日本人との類似性を強調している点で、台湾人の平民階層の生活習慣は、日本人のものとほとんど同じであると記述している。ただし、その過程で、「日本人はいつも小さな帽子をかぶっている」など、日本風俗についての描写も捏造している。
サルマナザールは「台湾語」「台湾文字」も捏造しており、書中には台湾文字の一覧表もある。その一覧には、「ani」「meni」「voinera」「zamphi」などと発音されるという台湾文字が掲載されており、台湾語の文字は全部で20字とされている。そしてここでも「台湾の言語は日本と同じ」という説明がなされており、日本人が使わない喉音を台湾人は使用すると述べている。この点においてサルマナザールは以下のように論じている。日本人の祖先は中国から追放されたために、中国を恨み、言語その他全てを中国風から異なる様式にした。そして、日本人の祖先は最初、台湾島に居住したため、いまでも台湾島には日本の言語、風俗が残っている。だが、その後、日本人自身がどんどん言語や風習を変えたため、日本と台湾に差異ができたのだ、と。だが、無論、以上の内容はすべてサルマナザール一人による創作であり、まったく根拠のない虚言である。

## 構成
前半は、台湾の高官の家に生まれた自分がイギリスに辿り着くまでの話と、（英国教会に受け入れられやすくするための）イエズス会に対する批判、後半は37章（第2版からは40章）から成る台湾の説明（政体、宗教、祭事、風習、服装、都市建物、食べ物、貨幣、言語、教育など）。
執筆に際しては、協力者のウィリアム・イネス牧師からベルンハルドゥス・ウァレニウスの『日本伝聞記』や17世紀前半に実際に台湾で布教したオランダ人宣教師ゲオルギウス・カンディディウスの著書を参考書に与えられたが、伝聞や創作によって虚構の台湾像を作り上げており、第2版冒頭では、疑惑を持った読者への質疑応答を掲載し、自説こそが事実であると強弁した。

## 著者

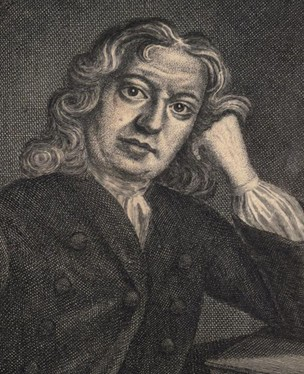
ジョルジュ・サルマナザール

著者のジョルジュ・サルマナザール（1679年 - 1763年）はフランス生まれの著述家であるが、本名は不明。イエズス会の神学校に学んでいたが身を持ち崩し、オランダやドイツの軍隊に身を投じた。そこで入手した極東の情報が、後日の著述に活かされることになる。最初日本人を装っていたが、1703年、従軍牧師ウィリアム・イネスの助言によって、嘘が発覚しないように、より未知である台湾人（台湾生まれの日本人）を自称し、ともにロンドンに移住。肉を生食する、椅子に正座で座るなど、自らが創作した「台湾の風習」に基づく行動により、社交界にて注目を浴びる。その翌年、『台湾誌』を出版し、知識階層から称賛される。時折、偽書の疑いが指摘されたものの、約25年もの間、信頼を得ていた。後に事実を告白し、その結果、学術界を追放された彼は、改心してキリスト教会に戻り、1763年、ロンドンにて死去した。

## 影響
初版はラテン語で出版され、1704年に英語、その後、フランス語、オランダ語に翻訳された。出版当初は、ヨーロッパ人が未知である極東の実情を報告する学術書として、大変な好評をもってヨーロッパの知識階層に受け入れられた。その余波をかって、サルマナザールは『日台人対話録』なる偽造の対話録も出版している。後に捏造が発覚するとはいえ、この『台湾録』は、18世紀初頭の数十年にわたりヨーロッパ人の極東認識を左右し、影響を与えた。その一端として、ジョナサン・スウィフトの『ガリヴァー旅行記』や『穏健なる提案』に影響を与えているとされる（荒俣宏、他）。そして、本書の捏造発覚は、「歴史研究における口承伝達の信頼性」を見直すという動きに、一定の影響を与えたと推察されている。
日本では1960年代に、台湾系の直木賞作家陳舜臣が、『神に許しを』というサルマナザールを主人公にした短編を書いている。本作品中では、偽の台湾を作り上げることに熱心だったサルマナザールが、偽書作成が世に明らかになった後半生に旧悪の懺悔を通じて謙虚な自分を作り出し、遂には自分自身を聖人のごとき「偽の」人格者に作り上げてしまうという過程を描き、本物と偽物とは何かということを問いかけた。1981年（昭和56年）には山本七平が、『台湾誌』の書評という形をとった著作『空想紀行』（講談社）を出版し、フィクションや嘘の見分け方について考察している。荒俣宏は、本書の詳細なる世界想像力は、『指輪物語』などの創作神話にも近しいものがあると論じている。
1996年には薛絢 訳『福爾摩沙變形記』（台北 大塊文化、ISBN 9867600908、2016年に20周年記念版ISBN 978-9-8676-0090-5）、『福爾摩啥』（台北 大塊文化、ISBN 978-9-5784-6803-0、「啥」（Shá）という字は北方方言で「何」の意味）として台湾にて翻訳出版され、ヨーロッパ人が「想像」した当時の台湾、日本の様子を窺うことができる文献として注目された。

## 関係項目
- 日仏関係
- オリエンタリズム